# Re-Education (Through Labor)
«Re-Education (Through Labor)» es una canción de la banda estadounidense de hardcore punk Rise Against, lanzado a través de Interscope Records el 25 de agosto de 2008 como su primer sencillo de su quinto álbum de estudio Appeal to Reason (2008).
La quinta semana del sencillo en la lista Billboard Alternative Songs convirtió a "Re-Education (Through Labor)" en el segundo sencillo más alto de Rise Against hasta la fecha, alcanzando el número cinco. Desde entonces ha alcanzado un pico de número tres. El sencillo anterior de la banda con la posición más alta en la lista de canciones alternativas fue "The Good Left Undone", el tercer sencillo del álbum anterior de la banda, que alcanzó el puesto número 6. "Re-Education (Through Labor)" es también la primera canción de Rise Against en aparecen en la tabla Hot Mainstream Rock Tracks.

## Video musical
El video fue lanzado el 22 de septiembre de 2008, el video musical de la canción fue dirigido por Kevin Kerslake (Faith No More, Green Day), filmado en la ciudad natal de la banda, Chicago, y presenta a miembros de la rama de Chicago del Moped Army y sus ciclomotores. El video comienza con una cita del presidente John F. Kennedy: "Aquellos que hacen imposible la revolución pacífica hacen inevitable la revolución violenta". Con frecuencia cambia entre escenas de la banda tocando en el sótano de un cine abandonado y un ejército de motociclistas. El grupo conduce por Chicago y deja caer mochilas, presumiblemente bombas, en varios lugares. La escena final muestra la fila de motociclistas que observan cómo arde la ciudad en la noche después de que las bombas hayan detonado.
McIlrath admitió que el video musical es un poco político, de una manera que lo hace universalmente identificable. Explicó: "Una de las mejores cosas de hacer un video es que tu imaginación es lo único que te limita, por lo que puedes hacer cualquier cosa. Así que tenemos un video que abarcará la ira y la angustia que la juventud de América sentir hacia la sociedad en general y las cosas que se le exigen".
Existe otra versión de este video, con estadísticas informativas sobre temas como la deforestación, la muerte de niños, entre otros. Esta versión se llama "sin censura", porque el video original no muestra nada de esta información.

## Lista de canciones
| N.º | Título                                          | Duración |  |
| 1.  | «Re-Education (Through Labor)»                  | 3:42     |  |
| 2.  | «Minor Threat» (En vivo, cover de Minor Threat) | 1:40     |  |

## Posicionamiento en lista
| Lista (2008)                                  | Posiciones |
| --------------------------------------------- | ---------- |
| U.S. Billboard Bubbling Under Hot 100 Singles | 12         |
| Hot Canadian Digital Singles                  | 56         |
| U.S. Billboard Mainstream Rock Tracks         | 22         |
| U.S. Billboard Modern Rock Tracks             | 3          |
| Canadian Hot 100                              | 63         |